# Distretto di Reg (Helmand)

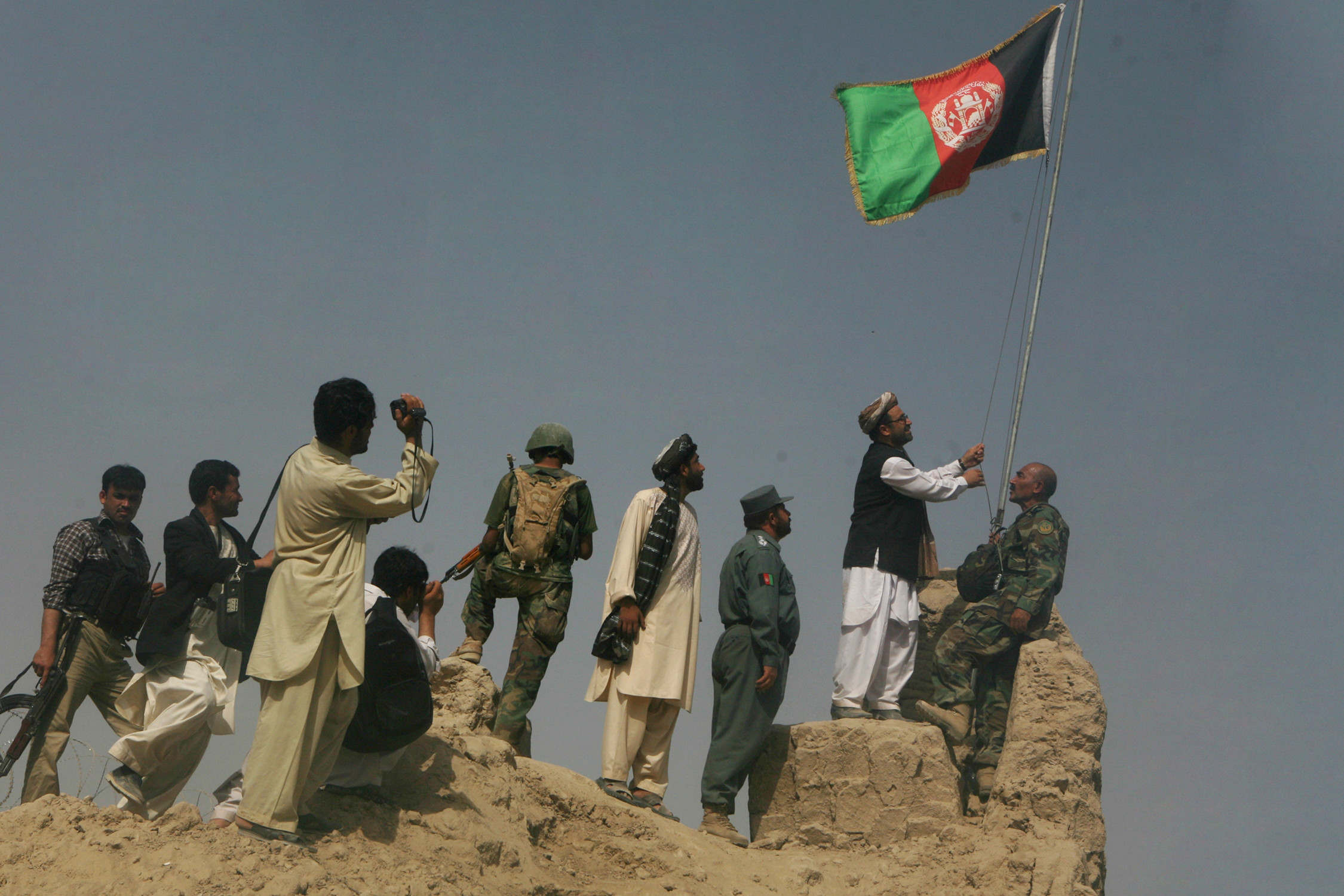
Alzabandiera al castello Khan Neshin dopo l'Operazione Khanjar

Il distretto di Reg è un distretto dell'Afghanistan situato nell'area sudorientale della provincia dell'Helmand. La popolazione conta 22.400 abitanti, per l'80% Pashtun e al rimanente 20% Baluchi. Il principale villaggio è Khanashin.
Il territorio è prevalentemente desertico e i villaggi si trovano lungo il fiume Helmand

## Agricoltura
Attualmente il distretto gode di molta vegetazione. Il fiume Helmand alimenta infatti diversi canali che arrivano a rifornire i villaggi dove i contadini possono coltivare mais, okra, grano, papavero e marijuana. La disoccupazione è inferiore al 20%: grazie alla sicurezza portata dalle truppe americane infatti la popolazione è riuscita a ricostruire il commercio.

## Storia
Il distretto di Reg è stato sotto il controllo dei Talebani fino al luglio 2009, quando presero il controllo le forze dell'ISAF nell'ambito dell'Operazione Khanjar.